# Andrew Rippin
Andrew Lawrence Rippin (16 de mayo de 1950, Londres, Inglaterra – 29 de noviembre de 2016) fue un académico canadiense especializado en estudios islámicos y estudios coránicos. 

## Biografía
Rippin fue profesor de Historia y decano de la Facultad de Humanidades en la Universidad de Victoria, Columbia Británica, Canadá. Sus principales campos de investigación fueron la historia del periodo formativo del Islam y la interpretación del Corán en la época clásica del islam. Fue autor de numerosas obras sobre estudios coránicos y del reconocido manual Muslims – Their Religious Beliefs and Practices, en su cuarta edición (2012). En 2006 fue elegido Fellow de la Royal Society of Canada. Parte de sus trabajos se relacionan con la investigación sobre el ibadismo.
Falleció el 29 de noviembre de 2016 en Victoria (Canadá) a los 66 años.

## Obras
- Andrew Rippin; Jan Knappert (eds.), Textual Sources for the Study of Islam, Totowa, N.J.: Barnes & Noble, 1987.
- Andrew Rippin (ed.), Approaches to the History of the Interpretation of the Qur'an, Oxford: Clarendon Press, 1988.
- Andrew Rippin, Muslims: Their Religious Beliefs and Practices, Nueva York: Routledge, 1990.
- Andrew Rippin (ed.), The Qur'an: Formative Interpretation, Aldershot: Ashgate, 1999.
- Andrew Rippin (ed.), The Qur'an, Style and Contents, Aldershot: Ashgate, 2001.
- Andrew Rippin, The Qur'an and its Interpretative Tradition (Variorum Collected Studies), Aldershot, Hampshire; Burlington, VT: Ashgate/Variorum, 2001.
- Norman Calder; Jawid Mojaddedi; Andrew Rippin (eds.), Classical Islam: A Sourcebook of Religious Literature, Nueva York: Routledge, 2003.
- Andrew Rippin, Muslims: Their Religious Beliefs and Practices, 2005.
- Andrew Rippin (ed.), Defining Islam: A Reader, Londres; Oakville, CT: Equinox, 2007.
- Andrew Rippin (ed.), The Islamic World, Nueva York: Routledge, 2010.
- Andrew Rippin; Jawid Mojaddedi (eds.), The Wiley Blackwell Companion to the Qur'an, Chichester, W. Sussex: John Wiley & Sons, Inc., 2017.